# Liste du patrimoine immobilier classé de Dalhem
Ë⁰Cette page regroupe l'ensemble du patrimoine immobilier classé de la commune belge de Dalhem.
| Objet | Année de construction / Architecte | Adresse                                     | Section communale | Coordonnées                      | Numéro d’inventaire | Illustration |
| --- | ---------------------------------- | ------------------------------------------- | ----------------- | -------------------------------- | ------------------- | --- |
| Vestiges (murailles) du château fort (des Comtes de Dalhem) |                                    | Rue Général Thys, n°29 (M) et alentours (S) | Dalhem            | 50° 42′ 45″ nord, 5° 43′ 28″ est | 62027-CLT-0001-01   | Vestiges (murailles) du château fort (des Comtes de Dalhem) |
| Château-ferme et mur de la grange de la propriété voisine,qui ferme le quadrilatère de la cour du château, rue de l'Eglise, n°1 (M) et alentours (S)                                                    |                                    |                                             | Bombaye           | 50° 43′ 49″ nord, 5° 44′ 23″ est | 62027-CLT-0002-01   | Image manquanteTéléverser |
| Le chœur et la tour de l'église Saint-Jean Baptiste |                                    |                                             | Bombaye           | 50° 43′ 50″ nord, 5° 44′ 37″ est | 62027-CLT-0003-01   | Le chœur et la tour de l'église Saint-Jean Baptiste |
| Entièreté de l'église Saint-Jean Baptiste |                                    |                                             | Bombaye           | 50° 43′ 50″ nord, 5° 44′ 36″ est | 62027-CLT-0004-01   | Entièreté de l'église Saint-Jean Baptiste |
| L'ancien château des comtes de Borchgrave, actuellement école communale |                                    | Rue des Bruyères, n°5                       | Berneau           | 50° 44′ 35″ nord, 5° 43′ 46″ est | 62027-CLT-0005-01   | L'ancien château des comtes de Borchgrave, actuellement école communale |
| Le site formé par l'ancien château-fort de Berneau, le presbytère (rue de Maestricht, n°7)et les terrains environnants.                                                                                 |                                    | Rue de Maestricht, nr. 7                    | Berneau           | 50° 44′ 34″ nord, 5° 43′ 42″ est | 62027-CLT-0006-01   | Image manquanteTéléverser |
| Chapelle de la Sainte-Croix ou de la Tombe |                                    |                                             | Bombaye           | 50° 43′ 33″ nord, 5° 44′ 19″ est | 62027-CLT-0007-01   | Chapelle de la Sainte-Croix ou de la Tombe |
| Tilleul dit Appelboom, chemin du Sart |                                    |                                             | Warsage           | 50° 42′ 59″ nord, 5° 48′ 33″ est | 62027-CLT-0008-01   | Tilleul dit Appelboom, chemin du Sart |
| L'église Saint-Pierre: tour, vaisseau |                                    |                                             | Warsage           | 50° 44′ 06″ nord, 5° 46′ 09″ est | 62027-CLT-0009-01   | L'église Saint-Pierre: tour, vaisseau |
| Maison (façades et toitures) |                                    | Rue du Tilleul, n°17                        | Bombaye           | 50° 43′ 46″ nord, 5° 44′ 29″ est | 62027-CLT-0010-01   | Maison (façades et toitures) |
| Maison (façades et toitures), Ri d'Asse, n°33 |                                    | Ri d'Asse, n°33                             | Mortroux          | 50° 42′ 49″ nord, 5° 45′ 06″ est | 62027-CLT-0011-01   | Image manquanteTéléverser |
| Orgues de l'église Saint-Servais |                                    |                                             | Berneau           | 50° 44′ 33″ nord, 5° 43′ 49″ est | 62027-CLT-0012-01   | Image manquanteTéléverser |
| Orgues de l'église Sainte-Lucie |                                    |                                             | Mortroux          | 50° 42′ 39″ nord, 5° 45′ 11″ est | 62027-CLT-0013-01   | Image manquanteTéléverser |
| Vallée du Sud |                                    |                                             | Neufchâteau       | 50° 42′ 48″ nord, 5° 46′ 26″ est | 62027-CLT-0014-01   | Image manquanteTéléverser |
| Château (façades et toitures) de Cortils à Mortier (M) et l'ensemble formé par ce château et les terrains environnants à Mortier, Trembleur en Saint-André (S) (+ BLEGNY/Mortier en Trembleur, Cortils) |                                    |                                             | Saint-André       | 50° 41′ 45″ nord, 5° 44′ 36″ est | 62027-CLT-0016-01   | Château (façades et toitures) de Cortils à Mortier (M) et l'ensemble formé par ce château et les terrains environnants à Mortier, Trembleur en Saint-André (S) (+ BLEGNY/Mortier en Trembleur, Cortils) |